# Палац Городиських

Палац Городиських передній фасад с.Трибухівці

Палац Городиських — втрачена житлова будівля на околиці села Трибухівці (тепер Бучацький район). Був збудований у неоготичному стилі Підірваний у 1944 році. В 1957 році рештки споруди повністю розібрали. Зараз на місці палацу та прилеглої території — залишки господарських приміщень виробничої частини колишнього Бучацького радгоспу-технікуму (тепер Бучацький аграрний коледж Подільського ДАТУ). Частково зберігся ландшафтний парк поблизу палацу, який місцеві люди називають «Руцка» («Рудзка»).
Палац був умебльований в стилі Людовика XVI. Художня збірка мала твори Юзефа Мехоффера, Теодора Аксентовича, Войцеха Коссака, пейзажиста Юліана Фалата та інших.
Фундатор — дідич села, посол Галицького сейму Корнель Городиський.

## Джерело
- Biernat M. Kościół parafialny p.w. Matki Boskiej Nieustającej Pomocy w Trybuchowcach // Kościoły i klasztory rzymskokatolickie dawnego województwa ruskiego. — Kraków : «Antykwa», drukarnia «Skleniarz», 2010. — Cz. I, tom 18. 368 s.; 508 il. — S. 283—293. — ISBN 978-83-89273-79-6. (пол.)